# Усеркаф
Усеркаф (Уас-куфа) — давньоєгипетський фараон, засновник V династії.

## Походження

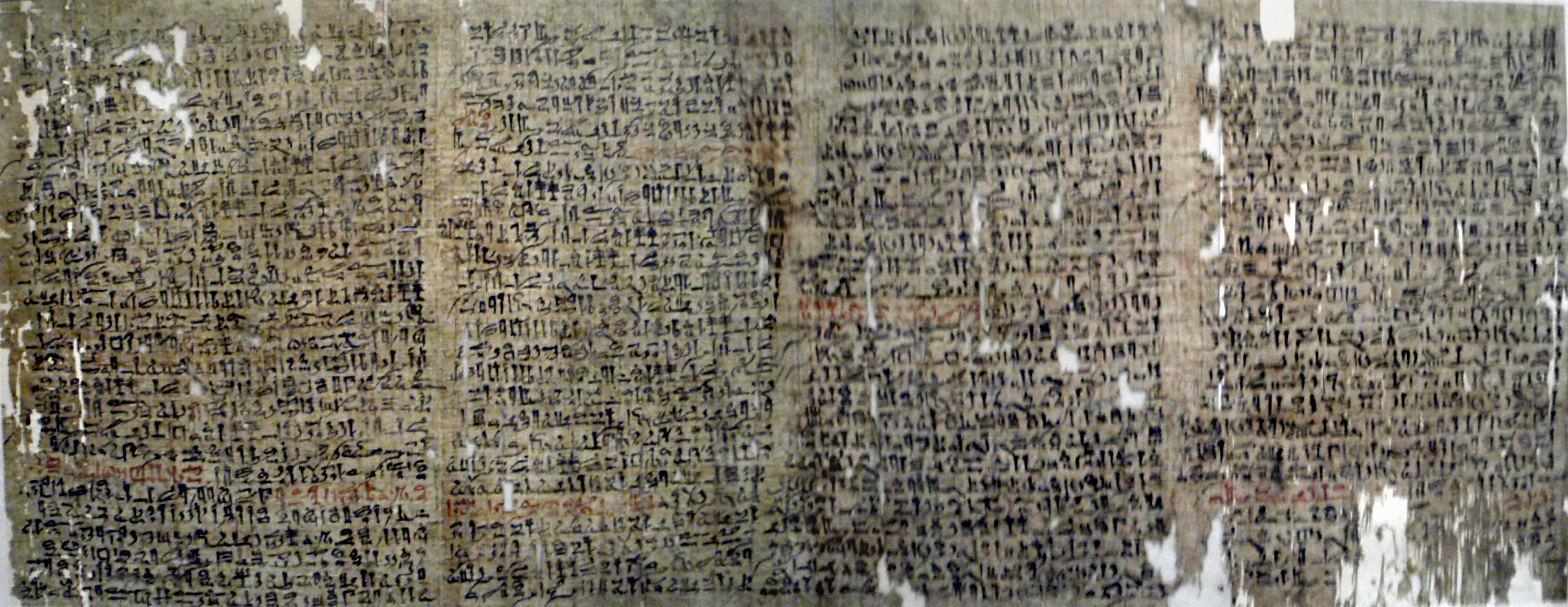
Папірус Весткар

Царювання Усеркафа мало вивчено, оскільки виявлено дуже мало пам'ятників, що збереглись з тих часів. Манефон стверджував, що Усеркаф прибув з Елефантини, що лежить на самому півдні країни, однак на чому ґрунтується таке твердження, не відомо. Відповідно до тексту папірусу Весткар батьківщиною V династії було містечко Сахебу, що ймовірно розташовувалось у Дельті, неподалік від Геліополіса, у Летопольському номі (другий ном Нижнього Єгипту).
Незважаючи на те, що папірус Весткар датований добою гіксосів (тобто віддалений від часів V династії величезним періодом часу — близько 1000 років) та за своєю сутністю є лише збіркою казок, але особливе шанування бога Ра, головного бога Геліополіса, за часів фараонів V династії робить таку версію найприйнятнішою. Загалом, неважко помітити, що, відповідно до казки, прихід до влади перших трьох фараонів V династії — Усеркафи, Сахури та Какаї — тісно пов'язаний із культом бога Ра.
За даними папірусу Весткар можна дійти таких висновків: V династія походила з середовища жерців Ра чи ж прийшла до влади за їх допомогою. Три перших фараони тієї династії були братами, синами жерця Ра з Геліополіса, причому Усеркаф, до прийняття титулу фараона, сам був верховним жерцем храму Ра у Геліополісі. Цари V династії могли належати й до іншої родини, причому досить скромного походження, якщо жерці забажали прикрити їх народження чудесною історією. Якщо б вони були нащадками фараонів IV династії, до таких заходів удаватись би не довелось.
Легенду було створено для забезпечення легітимності переходу влади до рук іншої династії. Якби жерці цього не зробили, престиж влади фараона міг би сильно постраждати в очах народу. Зрештою, сам перехід влади від однієї династії до іншої супроводжувався певними заворушеннями у країні, що закарбувались у пам'яті народу, про що також свідчать Геродот і Діодор Сицилійський.
Однак, у пам'ятках ніякого протистояння між династіями виявлено не було. Культ царів IV династії підтримувався і за часів V династії. Вельможі, які жили за правління IV династії, не втратили свого положення.
Виходячи зі знахідок в усипальницях фараонів п'ятої династії, Усеркаф отримав престол через свою дружину Хенткаус, дочку законного фараона Менкаура, тож лінія родинних зв'язків між IV та V династіями не переривалась, та, по суті, V династія є безпосереднім продовженням династії четвертої.
Археологічні дані вказують на те, що V династія була пов'язана з IV за материнською лінією. Усеркаф, імовірно, був сином цариці Неферхетеп, і, відповідно, онуком фараона Джедефра. Він був одружений з дочкою Мікерина Хенткаус та є батьком наступних за ним фараонів Сахура та Неферірікара I. Жодних даних про насильницьке повалення IV династії фараоном Усеркафом немає, а якщо якісь заворушення й мали місце, то Усеркаф та його нащадки навряд чи були до них причетними.
За винятком згадки про прибуття до Єгипту 70-ти чужоземних жінок та певної культової діяльності, чим він виявляв особливий інтерес до Дельти, нічого більше не відомо про політичну діяльність Усеркафа. Його ім'я було знайдено на скелях біля перших порогів, що, можливо, каже про його військові дії з нубійськими племенами.

## Правління

План сонячного храму Усеркафа

Точний термін правління Усеркафа невідомий. Туринський папірус, ім'я Усеркафа в якому збереглось не повною мірою, зазначає 7 років. Манефон називав фараона Усерхересом та надавав йому 28 років.
Палермський камінь вказує на те, що царі V династії надавали значної уваги культу Ра. До Усеркафа дані того літопису нічого не згадували про культ бога Ра.
Палермський камінь розповідає про встановлення Усеркафом жертовних дарів богам Геліополіса хлібом, пивом, худобою та птицею. Для бога Ра він дарував пашні у номах Нижнього Єгипту. Однак, Усеркаф шанував не лише божеств Геліополіса та бога Ра: з того же Палермського каменя відомо, що він опікувався й іншими богами, щоправда, у дещо менших розмірах.
З часів Усеркафа почалось будівництво «сонячних храмів», що отримали таку назву тому, що складовою назви кожного з них є ім'я бога Сонця Ра. Майже кожен цар V династії вважав своїм обов'язком збудувати такий храм. Перший храм, що отримав назву Сеп-Ра, був зведений Усеркафом. Місце для будівництва він обрав на краю пустинного плоскогір'я, на захід від Нільської долини, в області Мемфіса, у містечку Абу-Гураб, поблизу Абусіра. Слідом за ним там розміщували свої храми й інші фараони V династії. Там же вони будували і свої піраміди, хоча усипальниця самого Усеркафа розташовувалась у некрополі III династії у Саккарі.
Руїни храму були розкопані 1954 року. Храм мав основу 44 × 83 м. Найважливішою частиною того храму був великий, нічим не критий простір, в центрі якого на п'єдесталі височів величезний кам'яний обеліск, перед яким на особливому вівтарі здійснювались жертвоприношення та богослужіння. Обеліск у тих храмах відігравав вирішальну роль і навіть у написанні храмів слугував детермінативом. Відповідно до запису на Палермському камені Усеркаф надав своєму сонячному храму пашню площею 24 арури (понад 6,5 га) й на користь храму щоденно приносив «двох биків і двох гусей».

## Поховальний комплекс

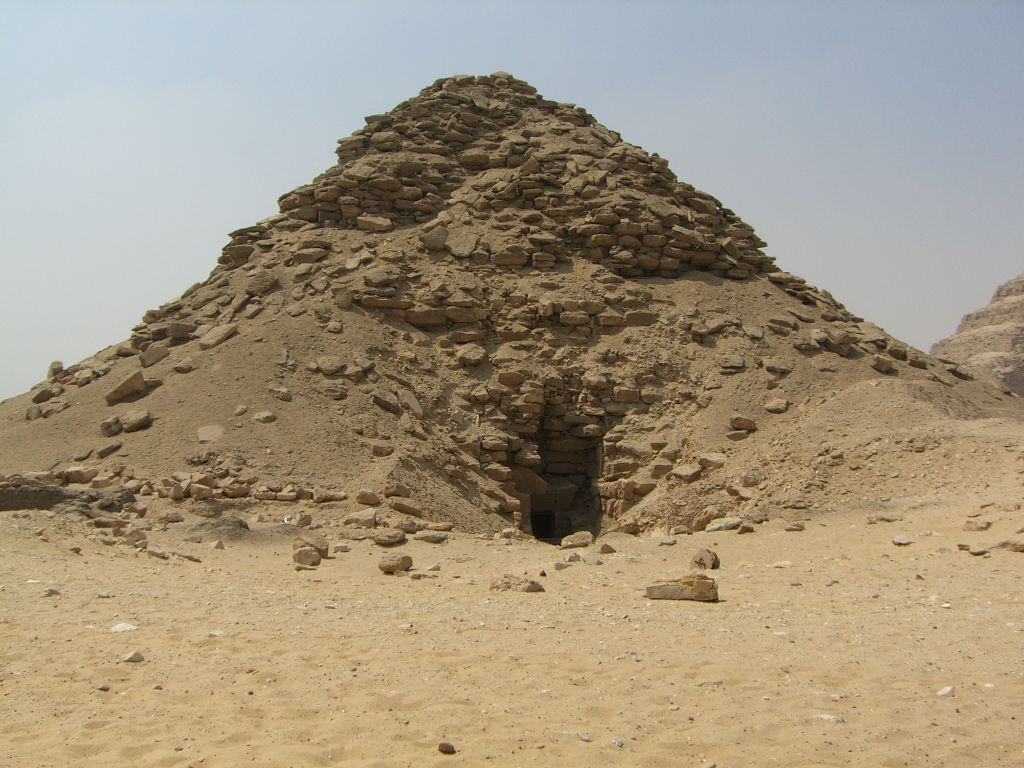
Піраміда Усеркафа в Саккарі

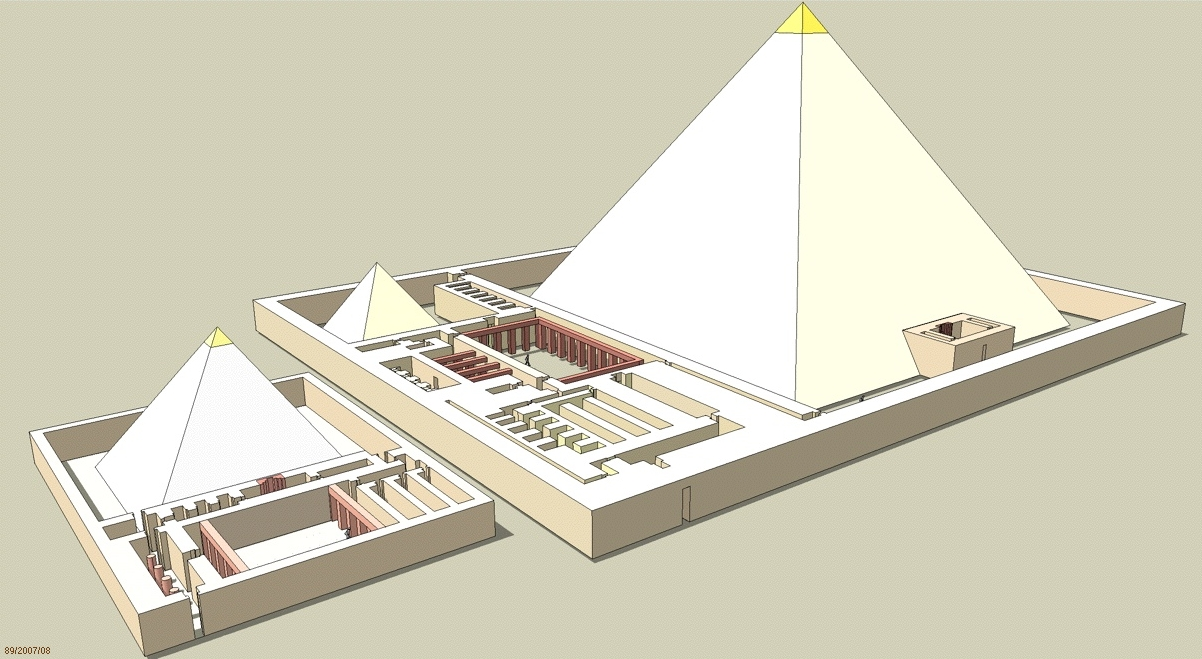
Поховальний комплекс Усеркафа. Реконструкція

Піраміда Усеркафа, названа Ваб-сут («Місце очищення»), розташована у Саккарі, поблизу з пірамідою Джосера. Вона мала невеликі розміри (бічна основа була трохи більшою за 70 м, а висота не сягала й 50 м), особливо у порівнянні з монументами його попередників з IV династії. Піраміда була збудована з погано оброблених кам'яних блоків і так недбало, що нині вона вже мало чим нагадує піраміду, а скоріше схожа на купу каміння. Як будматеріал для внутрішньої кладки використовувався вапняк місцевого походження, більш тонкі блоки для зовнішнього оздоблення видобувались у каменоломнях Тура.
Вхід до підземних кімнат піраміди розташований з північного боку, але вже не на висоті, як у пірамідах IV династії, а на рівні землі. Звідти веде вниз спочатку хід, що переходить у горизонтальну штольню. За блокуючим пристроєм є відгалуження на схід до T-подібної камери для поховальних речей. Головний прохід веде далі на південь до приміщення, до якого з заходу примикала поховальна камера, де були знайдені рештки базальтового саркофагу.

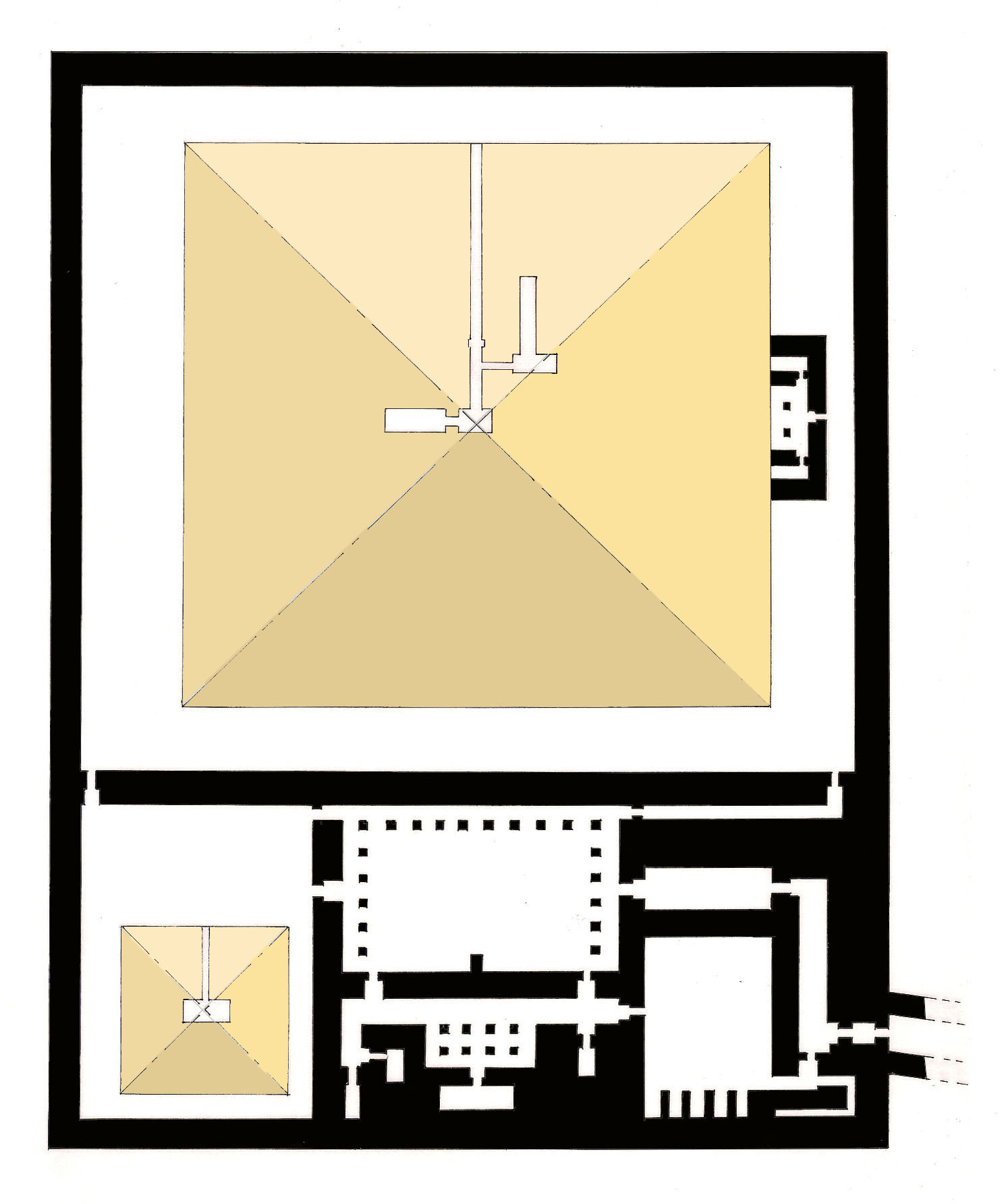
Піраміда Усеркафа та заупокійний храм. Вид згори

Заупокійний храм на честь померлого владики має більші розміри відносно піраміди, ніж аналогічні храми при більш ранніх пірамідах. Такий сильний акцент у збільшенні розмірів заупокійного храму прийняли і спадкоємці Усеркафа; однак, його розташування з південного боку піраміди надалі більше не повторювалось і залишалось, як і раніше, на східному боці. Хоча храм значно зруйнований більш пізніми будівельними проектами, але можна реконструювати три його основні елементи: східна вхідна частина, із входом на південній ділянці його східного боку; середня частина, що охоплювала відкритий двір, оточений колонами та святилище; а також західна частина, в якій розташовувалась маленька піраміда, яка, очевидно, виконувала ритуальну функцію. У дворі колонної зали були знайдені численні фрагменти рельєфів і голова монументальної скульптури. Піраміда й заупокійний храм було огороджено кам'яною стіною.
Нижній храм долини й дорога, що підіймається, яка пов'язувала б його з заупокійним храмом, дотепер не знайдені. На південь від заупокійного храму Усеркафа розташовані піраміда цариці Неферхетеп, що складала окремий поминальний комплекс, не пов'язаний з пам'ятником Усеркафа.
Хоч культ Усеркафа мав значну повагу упродовж доволі тривалого часу, фараон XII династії Аменемхет I використав кам'яні блоки з руїн будівель Усеркафа для будівництва своєї піраміді у Лішті.

## Статуї
Дотепер статуї Усеркафа були знайдені у двох місцях — у долині його сонячного храму в Абусірі та в його заупокійному храмі при піраміді в Саккарі. Жодна з його статуй не збереглась цілком; найвидатніші примірники — дві голови його статуй, що гарно збереглись. Одну з них було знайдено під час розкопок 1957 року (нині в експозиції Єгипетському музеї Каїра). Її виліплено з пісковика та має розміри 45×26×25 см. Статую вважають особливо важливою, оскільки вона серед дуже небагатьох скульптур періоду Стародавнього царства подає фараона у червоній короні Нижнього Єгипту й без традиційної бороди. Корона Нижнього Єгипту простої, суворої форми, ніби росте з м'яких обрисів голови юного царя. Збереглись рештки намальованих чорним кольором вус.
Там же були знайдені ще 1907 року Людвігом Боргардтом маленькі фрагменти статуй з вапняку, граніту й червоного пісковика. Шмат алебастру, що позначає рот і підборіддя фараона, що первинно належав до статуї майже у натуральну величину, нині зберігається у Єгипетському музеї в Берліні.
Інша голова статуї, що гарно збереглась була знайдена 1928 року Сесілем Фіртом в заупокійному храмі піраміди Усеркафа в Саккарі та є нині у власності Єгипетського музею в Каїрі. Голову виконано з рожевого граніту, вона має висоту 75 см. Таким чином, вона первинно належала монументальній скульптурі висотою близько 4 м (припускають, що то була статуя, що сидить) і є таким чином найвідомішою статуєю V династії. Фараон зображений також без бороди і в головній хустці немес з уреєм на лобі. Також у поминальному храмі піраміди були знайдені інші фрагменти статуй з граніту й діориту, на яких вибито особисте й горове імена Усеркафа.